# Ян Ежек Птачек
Ян Ежек Птачек (чеш. Jan Ježek Ptáček) — Богемский землевладелец и дворянин во времена правления Карла IV Люксембургского и Вацлава IV. Был паном Ратае-над-Сазавоу, Польны и замка Слоупа в Чехах. Член рода Роновцев и рода Пиркштейн. Начальник фамилии Птачеков.

## Происхождение
Сын Ченека из Ойбина, отец Яна Птачека из Пиркштейна и дед Гинце Птачека из Пиркштейна. Города Польна и Ратае-над-Сазавоу достались именно ему, но когда Ян Ежек ушёл от престола, Ян Птачек из Пиркштейна ещё не достиг совершеннолетия и на престол города Ратае-над-Сазавоу стал Гануш из Липы, а на престол города Польны встал Йинджрих III из Липы. Ежек был первым из панов из Липы, получившем прозвище Птичка или Птачек и Пиркштейн.
Первый из мужей Йедвиги из Даубы — матери Яна Рогача из Дубы — чешского полководца из обедневшего рода, одного из предводителей гуситов, сражавшегося в битве у Липан, вскоре после этого его взяли в плен, а когда его отпустили он начал борьбу с Сигизмундом I Люксембургским. А когда его взяли в плен его повесили.

## Биография
В летописях ничего о рождении и происхождении Яна Ежека Птачека, но были предположения, что он родился в 1338 году. После получения подарка от отца, в 1356 году, он получил, а потом обменял замок Слоуп на город Польну, а в 1369 году, когда Ченек из Ойбина ушел с трона Ратае-над-Сазавоу он получил город и замок в котором носил имя Пиркштейн, В 1369 году он получил Ратайе-над-Сазаву, город, который владел двумя замками, один из которых стал замком Пиркштейн, переименован именно им, чтобы соответствовать фамилии после потери первого, который стал известен как замок слоуп. Кроме того, в Ратайе он перестроил церковь Святого Матфея и сделал из нее семейную могилу, где до сих пор все еще похоронены.[5] он значительно расширил фамильные владения, чтобы поднять славу Пиркштейнской ветви. Позже он ушел из политической жизни и господства своих имений, отправившись в Моравию, где он умер около 1390 года. Его вотчины управлялись родственниками (сначала Генрих III Липский, затем Хануш)

## В культуре
В популярной игре Kingdome Come: Deliverance из-за того что в игре есть Ян Птачек из Пиркштейна (сын Ежека Птачека), в кодексе есть рассказ о Ежеке. Там написано:
Ян Ежек, отец молодого пана Птачека, был сыном Ченека и Житки и моравским паном. В 1349 году он стал владыкой ханковицких имений, в 1356 году владыкой замка в Польне, который он получил взамен замка Слоуп (Перкенштайн), а в 1369 году стал лордом Ратае, где он построил новую приходскую церковь и переименовал нижний замок в Перкенштайн (Пиркштайн). Когда он умер, его сын Ян был еще несовершеннолетним, и поэтому имуществом управляли его родственники. Оно перешло в руки законного наследника только в 1412 года. Ежек был первым из лордов Липы, получившем прозвище «Птичка».